# Alpes de Ennstal
Los Alpes de Ennstal, también denominados Erzberg, son una cordillera perteneciente a los Alpes Bávaros, que es una sección de los Alpes del noreste. Está localizada principalmente en el estado austriaco de Estiria y una menor parte, en el de Alta Austria.
La imagen más turística de esta cordillera es el parque nacional Gesäuse, un valle que ha formado el río Enns rompiendo la roca caliza existente en el lugar.